# Dennis Stewart
Dennis C. Stewart (* 12. května 1960 West Bromwich) je bývalý britský a anglický zápasník–judista původem z Karibiku, bronzový olympijský medailista z roku 1988.

## Sportovní kariéra
Připravoval se v Wolverhamptonu pod vedením trenérské dvojice Mac Abbotts, Dave Brooks. V britské reprezentaci se pohyboval od poloviny osmdesátých let v polotěžké váze do 95 kg. V roce 1988 startoval na olympijských hrách v Soulu. V úvodním kole prohrál vyrovnaný zápas s pozdějším vítězem Brazilcem Aurélio Miguelem na praporky a přes opravy se probojoval do souboje o třetí místo proti Jiřímu Sosnovi z Československa. Hned v úvodu získal bodový náskok technikou kučiki-taoši, který udržel do konce zápasu a získal bronzovou olympijskou medaili. Sportovní kariéru ukončil v roce 1991. Věnuje se trenérské práci.

## Výsledky
| Turnaj             | 1985           | 1986           | 1987           | 1988           | 1989           |                |
| Turnaj             | 25             | 26             | 27             | 28             | 29             |                |
| Turnaj             | polotěžká váha | polotěžká váha | polotěžká váha | polotěžká váha | polotěžká váha | polotěžká váha |
| ------------------ | -------------- | -------------- | -------------- | -------------- | -------------- | -------------- |
| Olympijské hry     |                |                |                | 3.             |                |                |
| Mistrovství světa  | úč.            |                | 7.             |                | úč.            |                |
| Mistrovství Evropy | —              | úč.            | 5.             | 5.             | úč.            |                |